# Урасоэ-ёдорэ
Урасоэ-ёдорэ (яп. 浦添ようどれ или 浦添極楽山) — один из трёх монарших мавзолеев государства Рюкю. К двум другим относятся Тамаудун в замке Сюри и Идзэна Тамаудун в окрестностях замка Идзэна в одноимённой местности на Окинаве. Урасоэ-ёдорэ расположен в Урасоэ, в пещере на скале, к северо-востоку от замка Урасоэ. В этой гробнице покоятся останки трёх правителей островов Рюкю, а также одного вана государства Рюкю, которого с остальными захороненными здесь разделяют несколько столетий.

## История
Мавзолей начал возводиться в 1261 году, во время правления Эйсо, ещё до того, как Окинава была разделена на три царства. В то время власть на острове находилась в руках местных вождей, над которыми главенствовал один главный вождь или «царь». Погребальный комплекс был завершён к 1271 году и включал в себя два сада, каменные ворота и каменные памятники с надписями на китайском и рюкюском языках. Как и многие другие постройки на острове, Урасоэ-ёдорэ сильно пострадал во время битвы за Окинаву в 1945 году, но затем был исследован и восстановлен.
Эйсо и двое его преемников погребены в Урасоэ-ёдорэ в саркофагах из китайского диорита. Внутри пещеры находятся статуи бодхисаттв Гуаньиня и Кшитигарбхи. Спустя более 300 лет после этих захоронений ван Рюкю Сё Нэй завещал, чтобы его похоронили в Урасоэ-ёдорэ, а не в царском мавзолее семьи Сё в Тамаудуне. Его правление ознаменовалось вторжением в Рюкю войск из японского княжества Сацума и попадание островного государства под вассальную зависимость от Сацума. Исходя из этого выдвигается версия, что Сё Нэй чувствовал, что обесчестил свой род и свое государство и считал себя недостойным быть погребённым вместе со своими предками в Тамаудуне.

## Захоронения
- Эйсо (1229—1299)
- Урасоэ Тёкё (яп. 浦添朝喬, 1512–1576), дед Сё Нэя
- Сё I[англ.] (ум. 1584), отец Сё Нэя
- Ван Сё Нэй (1564—1620)
- Сё Рансё (яп. 尚 蘭叢, ум. 1663), царица-супруга Сё Нэя

## Галерея

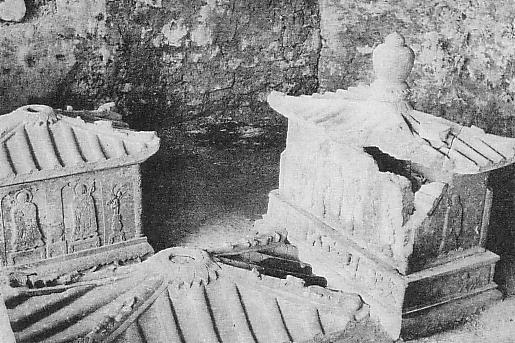
Гробница Эйсо
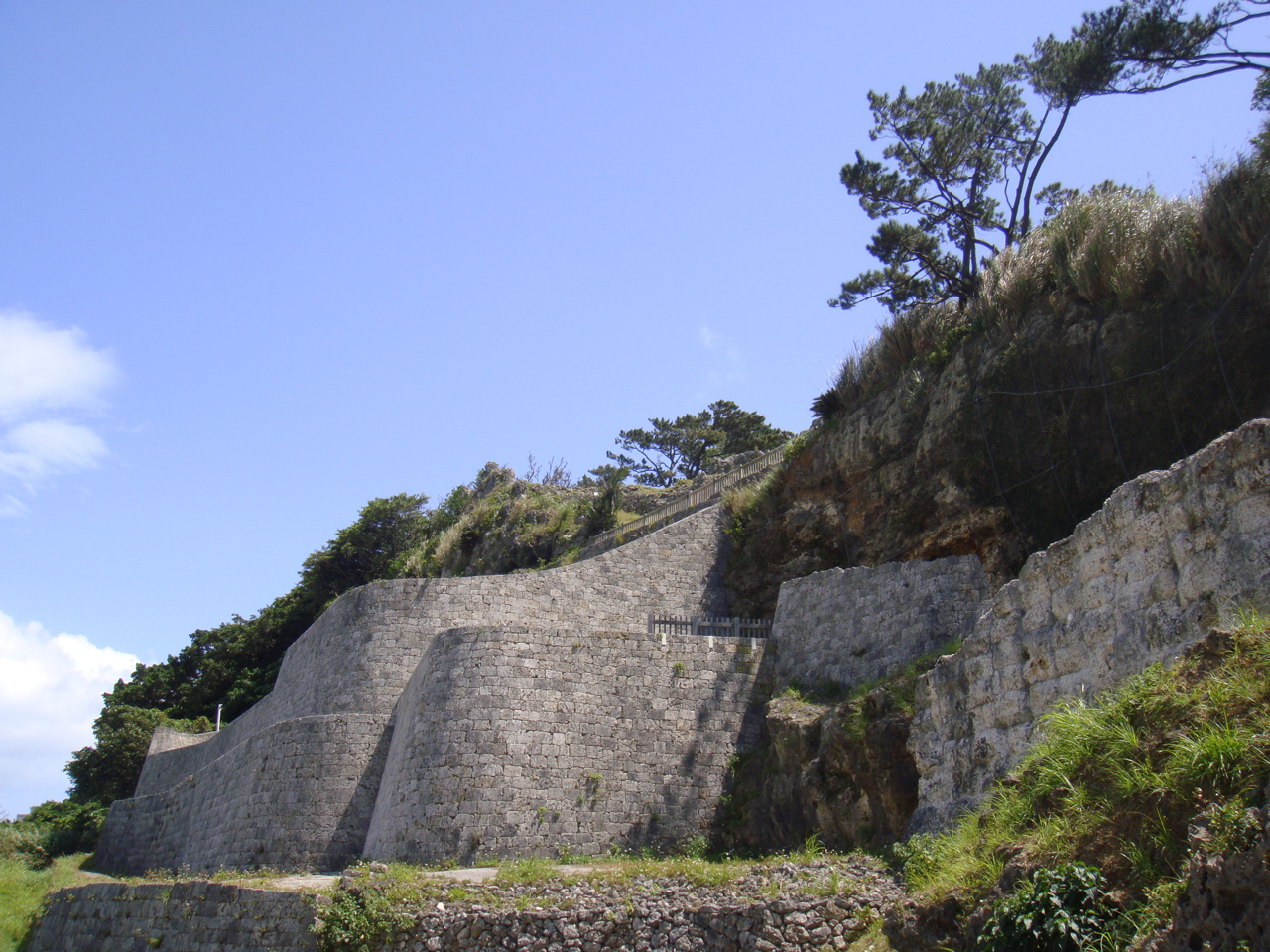